# Praha-Kunratice
Praha-Kunratice jsou samosprávná městská část hlavního města Prahy v obvodu Praha 4. Její území je tvořeno téměř celým katastrálním územím Kunratice a přiléhajícím výběžkem katastrálního území Šeberov. Samosprávná městská část Praha-Kunratice navazuje na existenci samostatné obce Kunratice u Prahy, která byla k Praze připojena 1. ledna 1968, ale zachovala si vlastní místní národní výbor až do roku 1990, kdy byly v Praze ustaveny samosprávné městské části. K 31. 12. 2024 měla 10 045 obyvatel.
Přenesenou působnost pro správní obvod městské části Praha-Kunratice vykonává městská část Praha 4 v rámci správního obvodu, který tvoří pouze tyto dvě městské části.

## Územní vymezení
Do června 2014 bylo území samosprávné městské části Praha-Kunratice totožné s katastrálním územím Kunratice. K 1. červenci 2014 byla upravena hranice samosprávných městských částí Praha-Šeberov a Praha-Kunratice v okolí Kunratické spojky tak, že přestala odpovídat hranici katastrálních území Šeberov a Kunratice a vznikly tak v převážně nezastavěném území oboustranné přesahy.
Katastrální hranice Šeberova a Kunratic kopíruje východní břeh rybníků Šeberák a Olšanského rybníka, hranice samosprávných celků však byla posunuta na Kunratickou spojku. Základní sídelní jednotka U Šeberáku-východ což je neobydlená a téměř nezastavěná část katastrálního území Šeberov západně od Kunratické spojky až k břehům Šeberovského a Olšanského rybníka byla nově vymezena jako územně technická jednotka Šeberov-Praha-Kunratice (výměra 0,311869 km²) a samosprávně připojena k městské části Praha-Kunratice. Na tomto území se nachází jen jedna nečíslovaná budova, na soukromé parcele č. 1479/2.
Naopak dva na sebe téměř navazující výběžky na jihovýchodním okraji katastrálního území Kunratice, dosahující až k zástavbě Hrnčíř, východně od elektrického vedení 110 kV (nově ZSJ Hrnčíře-U Kunratické spojky a Hrnčíře-západ), byly samosprávně připojeny k městské části Praha-Šeberov: změna se dotkla též čtyř kunratických číslovaných rekreačních budov (če. 23, 501, 502 a 55) a několika dalších, nečíslovaných objektů podobného charakteru, které tak nově samosprávně spadají pod Šeberov, i když jim zůstalo kunratické číslování. Tento pás je přitom součástí urbanistického celku, k němuž patří též objekty če. 422 a čp. 422 na ploše, která zůstala v městské části Praha-Kunratice.